# Наратлы (приток Ика)
Наратлы (Наратлыелга; тат. Наратлы, Чалпы, баш. Наратлы) — река в Татарстане и Башкортостане, в бассейне реки Ик.
Длина реки 11 км, площадь водосборного бассейна — 188 км². Исток в Азнакаевском районе Татарстана, к юго-востоку от деревни Ирекле, на северном склоне горы Кияртубэй хребта Чатыр-Тау. Течёт на северо-восток через село Чалпы и пересекает границу Башкортостана у самой западной точки республики. Впадает в озеро Верхние Чалпы в пойме Ика выше (южнее) деревни Ивановка Бакалинского района.
Русло на большом протяжении канализовано, сток реки и притоков зарегулирован. В летний период низовья реки часто пересыхают и вода не доходит до устья.
В бассейне реки также расположены деревни Камышлы и Балан-Буляк. Общая численность населения четырёх населённых пунктов в бассейне составляет 1,01 тысяч человек (2020 г.).
Основные притоки (от устья): левые — Искаул (дл. 9,8 км), Баляйсюкур, Ирекле, правый — Роза.

## Гидрология
Река со смешанным питанием, преимущественно снеговым. Замерзает в середине ноября, половодье обычно в конце марта. Средний расход воды в межень у устья — 0,195 м³/с.
Густота речной сети территории водосбора 0,14 км/км², лесистость 15 %. Годовой сток в бассейне 90 мм, из них 68 мм приходится на весеннее половодье. Общая минерализация от 400 мг/л в половодье и более 1000 мг/л в межень.

## Данные водного реестра
По данным государственного водного реестра России относится к Камскому бассейновому округу, водохозяйственный участок реки — Ик от истока и до устья, речной подбассейн реки — бассейны притоков Камы до впадения Белой. Речной бассейн реки — Кама.
Код объекта в государственном водном реестре — 10010101312111100028589.